# فرودگاه انگی
فرودگاه انگی (به انگلیسی: Anggi Airport) یک فرودگاه با کد یاتا AGD است . این فرودگاه در کشور اندونزی قرار دارد .